# لاسلو هورفاث
لاسلو هورفاث (بالمجرية: Horváth László)‏ (23 فبراير 1988 بكابوشفار في المجر - ) هو لاعب كرة قدم مجري في مركز حراسة المرمى. لعب مع Kaposvölgye VSC ‏ وSzigetszentmiklósi TK ‏ وKaposvári Rákóczi FC ‏.

## وصلات خارجية
- لاسلو هورفاث على موقع قاعدة بيانات كرة القدم.إي يو (الإنجليزية)
- لاسلو هورفاث على موقع Soccerway.com (الإنجليزية)